# Península de Tarjankut

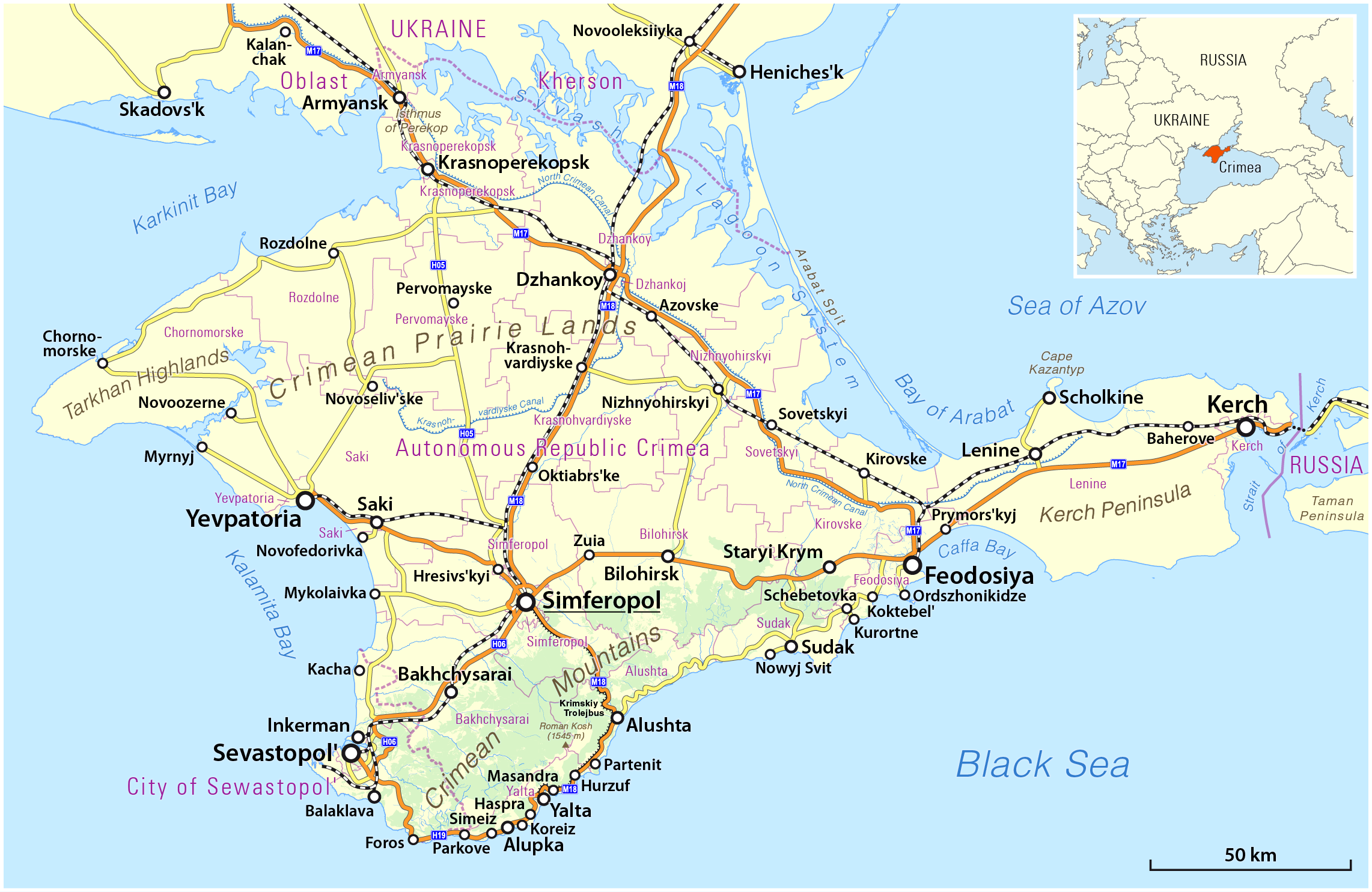
Mapa de Crimea con la península ubicada al noroeste de la misma.

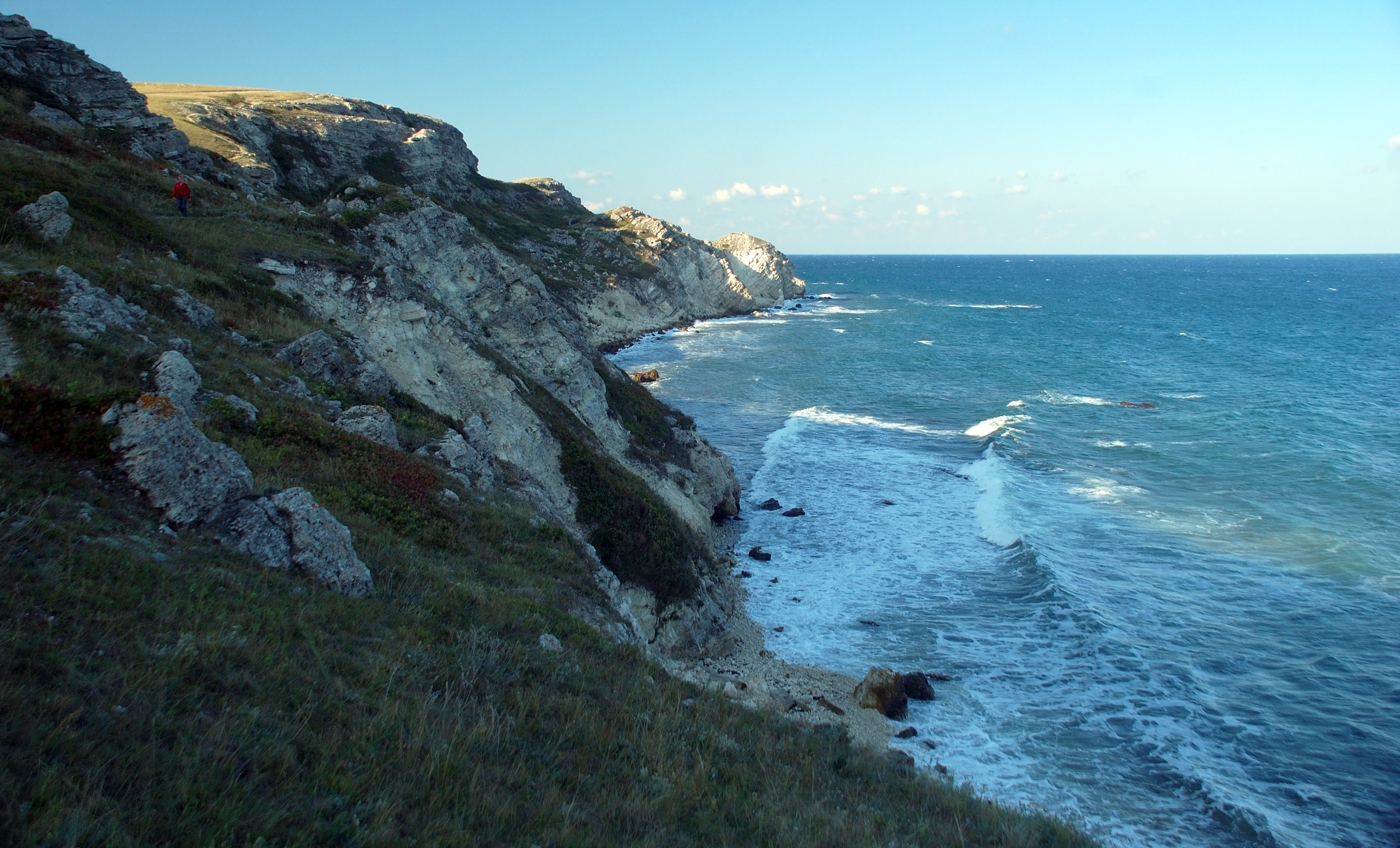
Acantilado ubicado en la península.

La península de Tarjankut (en ruso: полуостров Тарханкутский; en tártaro de Crimea: Tarhanqut Yarımadası; en ucraniano: Тарханкутський півострів) es la península que constituye el extremo occidental de Crimea en el mar Negro. En su costa norte está en la bahía de Karkinit. Su punto más occidental es el cabo Priboiny, y al sur se encuentra el cabo Tarjankut. El terreno de la península es el altiplano Tarjankut.